# Aquaman
Aquaman (alter ego di Orin, poi ribattezzato Arthur Curry, noto anche come il "Protettore degli Oceani"), è un personaggio dei fumetti statunitensi creato da Mort Weisinger (testi) e Paul Norris (disegni) nel 1941, pubblicato dalla DC Comics.
Ha spesso fatto parte della Justice League. Come Namor, personaggio della Marvel Comics, ha origine dal mitico regno di Atlantide. Secondo la versione più conosciuta, è Arthur Curry, il figlio di un guardiano del faro e di una regina di Atlantide, ma le sue origini vengono spesso alterate dagli autori tramite la Retrocon.

## Biografia del personaggio

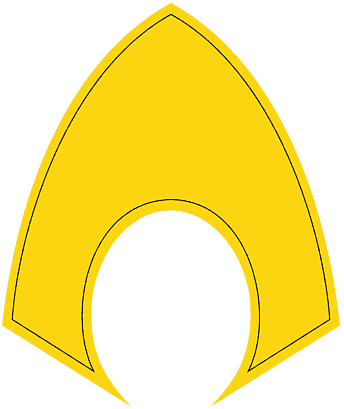
Logo di Aquaman

### Golden Age
Il giovane Arthur Curry è figlio di uno scienziato che ha scoperto le rovine di un'antica città nelle profondità oceaniche, forse Atlantide. Lo scienziato riesce a insegnare al figlio a respirare sott'acqua, sviluppare grande forza e nuotare con estrema velocità oltre a comunicare con le creature marine. Raggiunta la maturità, decide di combattere il crimine sulla superficie.

### Silver Age
Aquaman è figlio di un guardiano del faro e di una donna proveniente da Atlantide, dalla quale ha ereditato i propri poteri. Dopo la morte della madre venne a conoscenza dell'origine dei suoi poteri e decise di diventare un supereroe con il nome di Aquaman, per poi divenire re e difensore della città sottomarina. Al mare è legato anche perché non riesce a sopravvivere senza un contatto periodico con l'acqua. Aquaman scopre di avere un fratellastro malvagio di nome Orm, altrimenti noto come Ocean Master. In seguito diede vita alla Justice League of America, una squadra di supereroi. Aquaman venne affiancato nelle sue avventure dal giovane Garth, che divenne il suo partner col nome del primo Aqualad. In seguito Arthur sposò Mera, la principessa di un regno sottomarino di un'altra dimensione, che gli darà il suo primo erede, Arthur jr. ma il bambino ebbe una vita breve, perché venne assassinato dal forte e feroce Black Manta, un nemico di Aquaman. A seguito della morte del figlio le cose per Arthur precipitarono in un susseguirsi di disgrazie: Mera lo abbandonò e lui si trasferì a Detroit, dove fondò una nuova squadra di supereroi, che però non durò a lungo.

### Post Crisi
Dopo la Crisi sulle Terre infinite, la storia di Aquaman venne cambiata dallo scrittore Peter David. Il vero nome di Aquaman è Orin, figlio di Atlanna, regina di Atlantide, e di un mago chiamato Atlan. Orin venne abbandonato quando era solo un neonato, in quanto secondo una superstizione i figli di Atlantide coi capelli biondi erano ritenuti portatori di sventura. Allevato da un branco di delfini, il piccolo Orin crebbe con la convinzione di essere un delfino deforme fino a quando, una volta cresciuto, non gli fu rivelata la sua origine. Venne successivamente adottato da Tom Curry, il quale lo allevò come un figlio, ribattezzandolo Arthur. Una volta divenuto adulto, Arthur decise di girare per il mondo e nel suo pellegrinare arrivò al Polo Nord, dove salvò una giovane eschimese di nome Kako da un orso polare. Arthur venne ospitato dalla famiglia di Kako, con la quale ebbe una notte d'amore; Kako venne pugnalata nel sonno da Orm, uno spasimante respinto più volte dalla giovane e per salvarla Arthur affrontò una creatura degli abissi che, per vendicarsi, maledisse la famiglia della giovane.
Arthur vagò per anni e divenne il protettore delle creature marine. A seguito di un incontro col supereroe Flash, la sua presenza venne resa nota a tutto il mondo e i media lo ribattezzarono Aquaman. Successivamente venne a conoscenza che la giovane Kako diede vita ad un figlio illegittimo, Koryak, che lo odia e vuole ucciderlo, e in un secondo momento scoprì che il criminale noto come Signore degli Oceani (Ocean Master) non è altri che il suo fratellastro Orm, lo stesso uomo che pugnalò Kako anni prima, figlio di suo padre Atlan. Tutti questi avvenimenti portarono Arthur sull'orlo di un esaurimento nervoso, che lo portò a trascurare il suo aspetto, facendosi crescere barba e capelli. Aquaman venne privato di una mano dal suo nemico Cariddi (che gliela fece divorare da dei piranha geneticamente modificati), e la sostituì inizialmente con un uncino e in seguito con una mano artificiale; sostituì anche la sua classica maglia arancione con una manica di ferro tipica dei gladiatori.
Aquaman ha continuato a dividersi tra i suoi numerosi impegni, come re di Atlantide e come membro della Justice League, mettendo in secondo piano i propri interessi personali. Durante gli eventi della saga Our Worlds at War Atlantide venne rimandata indietro nel tempo da una potente maga chiamata Gamemnae, che schiavizzò gli abitanti di Atlantide e trasformò Aquaman in un essere composto d'acqua e lo imprigionò nella propria piscina. Fu solo grazie alla JLA che Atlantide venne salvata, ma Aquaman venne esiliato dal popolo per alcune decisioni prese. Nel suo vagare per il mondo Aquaman arrivò in Irlanda, dove incontrò la Dama del lago (la stessa del ciclo arturiano) che gli fece omaggio di una nuova mano di un materiale di lega indistruttibile composta di acqua magica dai diversi poteri. Per l'occasione Arthur tornò al tradizionale look, con la maglia squamata arancione, i capelli corti e il viso rasato.
Tempo dopo, la città di San Diego sprofondò nell'Oceano Pacifico in seguito ad un terremoto: i sopravvissuti svilupparono misteriosamente la capacità di respirare sott'acqua e Arthur li aiutò a ricostruire la nuova città sommersa, che per l'occasione fu ribattezzata "Sub Diego". Durante Crisi infinita Lo Spettro attaccò e distrusse Atlantide, facendo numerose vittime, e Aquaman aiutò i sopravvissuti portandoli con sé a Sub Diego. In un disperato tentativo di salvare la vita di molti abitanti di Sub Diego che stavano perdendo la capacità di vivere in acqua, Orin fece un accordo con le divinità del mare per ottenere il potere di salvarli. Utilizzando la rottura delle ossa della sua mano sinistra in un magico rituale, gli dei del mare diedero ad Orin il potere di sollevare Sub Diego sulla terraferma. Tuttavia, Orin mutò la sua forma in quella dell'Abitante degli Abissi, come un effetto collaterale della sua nuova abilità, perse la memoria e, in seguito, anche la vita.

### Resurrezione come Lanterna Nera
Successivamente, ad Amnesty Bay, Aquaman, assieme a Dolphin e Tula (ex Aquagirl, morta durante Crisi sulle Terre infinite), venne resuscitato come Lanterna Nera. Arthur cercò di avvicinare sua moglie Mera, cercando di convincerla a seguirla nell'oltretomba e unirsi al Corpo delle Lanterne Nere, dove avrebbe potuto riabbracciare il suo defunto figlioletto ed essere nuovamente una famiglia, ma Mera fuggì terrorizzata, non riconoscendo suo marito in quell'abominio. Durante lo scontro finale fra le Lanterne Nere di Nekron e gli agenti dei vari corpi, fa la sua apparizione la potentissima Entità e la luce della Lanterna Bianca, che riporta in vita tutti i supereroi e i criminali deceduti, tra cui Aquaman. Arthur torna così nel mondo dei vivi, riabbracciando finalmente l'amata Mera.

### Ritorno alla vita
Ancora rifiutando di riassumere il ruolo di re di Atlantide, Aquaman decide di viaggiare per gli oceani con Mera, aiutando il prossimo e ricucendo la relazione con la consorte. Aquaman scopre con orrore che a causa del tempo passato come Lanterna Nera i suoi poteri sono stati alterati, dandogli il controllo sulle forme di vita marina morte, da lui involontariamente rianimate sotto forma di non-morti. Inoltre scopre che Xebel, la capitale della Dimensione Aqua da cui viene Mera non è un mondo parallelo, ma una colonia penale di Atlantide. Mentre Siren, la sorella minore di Mera, comincia a dare la caccia alla sorella maggiore ed al suo consorte per ucciderli, Mera gli rivela di essere la prima principessa di Xebel, inviata ad uccidere il Re di Atlantide per vendicare il suo popolo, e di aver abbandonato i suoi propositi di vendetta in seguito ad essersi sinceramente innamorata di lui. Aquaman decide di perdonare Mera ed accoglierla nuovamente con sé, attirandosi nuovamente l'odio di Siren e di tutta Xebel ma riconquistando definitivamente l'affetto della consorte.

### Ritorno alla terraferma
Ritornato alla pienezza dei suoi poteri, Aquaman rinnova il suo proposito di non tornare agli oceani e, restaurata la casa nel Faro che fu di Tom Curry (che a causa degli eventi di Flashpoint, viene modificato retroattivamente per diventare il suo padre biologico), decide di stabilirsi sulla terraferma con Mera.
Nonostante l'iniziale diffidenza della gente, Aquaman a poco a poco riconquista il loro affetto e la loro stima.

### Il secondo Aquaman
Arthur Joseph Curry è il secondo personaggio a vestire il costume di Aquaman. È stato creato da Kurt Busiek e Jackson Guice, apparso per la prima volta in Aquaman: Sword of Atlantis n. 40 (maggio 2006).
Negli abissi ha fatto la sua apparizione un ragazzo biondo di nome Arthur Joseph Curry che tutti scambiano per Aquaman per via di un'incredibile somiglianza, nonostante sia più giovane. In realtà, Arthur Joseph sostiene di non aver alcun legame con Orin (l'Aquaman originale), essendo figlio del biologo americano Philip Curry: per salvare la vita al figlio, che a causa di una malformazione ai polmoni (dovuta ad un parto prematuro) rischiava di morire, lo scienziato sperimentò sul piccolo un siero mutageno che gli diede la capacità di respirare sott'acqua. Il ragazzo crebbe all'interno di una vasca nell'istituto di ricerca marina dove lavorava suo padre e col tempo imparò a respirare anche fuori dall'acqua, ma solo per un limitato periodo di tempo. Dopo il terremoto di San Diego, Arthur J. andò alla ricerca dei sopravvissuti, tra cui sperava vi fosse il padre. Nel suo vagare Arthur fece la conoscenza di un misterioso mago, che si faceva chiamare "Abitante degli Abissi" (Dweller of the Depths), il quale gli ha parlato di una misteriosa profezia che lo riguardava: tale profezia riservata al ragazzo altro non è la biografia della vita di Orin. Nel suo vagare con il mago, incontra vari personaggi legati al suo predecessore, tra cui la moglie Mera, che pare aver riconosciuto in lui il suo amato marito scomparso. Arthur Joseph prosegue andando alla ricerca delle proprie origini, che sembrano essere misteriosamente legate a quelle di Orin. La dama del lago infatti ha svelato ad Arthur J. tale mistero: l'originale Aquaman aveva dato un campione di acqua magica della sua mano a suo padre, al fine di far risorgere il figlio morto, che chiamò Arthur, ovvero col nome "terrestre" di Orin. Quando Orin cercò di far risorgere Sub Diego, una parte della sua stessa anima venne collegata al corpo morto di Arthur Joseph Curry, mentre la forma fisica mutò in quella di Acquaman. Incolpando se stesso per la morte di Orin, il nuovo Aquaman fece voto di non usare mai più il nome Arthur, chiedendo di essere chiamato solo Joseph in futuro. Come nuovo Aquaman, Joseph fu tra le potenziali reclute di Batman per i nuovi Outsiders: pur avendo superato la sua missione in coppia con Metamorpho, non venne incluso nel team, in quanto Batman non vide in lui la stessa forza interiore che aveva Arthur. In seguito agli eventi di Crisi finale, Joseph cominciò a sentire troppa pressione attorno a lui a causa del suo ruolo di "secondo Aquaman", perciò decise di abbandonarlo: poco tempo dopo, infatti, Garth trovò sul trono che fu di Orin il suo tridente e il suo costume. Il suo stato attuale è sconosciuto. Successivamente tornò lo stesso Orin, riprese il suo ruolo di sovrano dei mari e il suo nome da eroe di Aquaman, fondò una nuova Justice League composta da Superman, Batman, Flash (Wally West), Wonder Woman, Martian Manhuter e Capitan Atom.

## Concezione e sviluppo
Il personaggio venne ideato nel 1941 ed esordì sulla testata antologica More Fun Comics dove venne pubblicato fino al 1946 realizzato da sceneggiatori come Manly Wade Wellmann e Otto Binder e da disegnatori come Louis Cazeneuve e John Daly, passando poi sulla testata Adventure Comics dove venne pubblicato fino al 1961. Dopo essere apparso in tre numeri consecutivi di Showcase nel 1961, gli venne dedicata una testata omonima Aquaman (vol. 1) che esordì nel 1962 e che verrà edita per 63 numeri fino al 1978 con storie scritte da George Kashdan e Steve Skeates, i disegnatori Nick Cardy, Jim Aparo e Don Newton.
Come altri supereroi della DC Comics, anche Aquaman venne riproposto più volte, in serie regolari e in miniserie come ad esempio quella realizzata da Craig Hamilton nel 1986 (Aquaman vol. 2) dove vengono nuovamente narrate le origini del personaggio. Seguono altre miniserie come Atlantis Chronicles del 1990, con un approccio più adulto al personaggio proposto da Peter David, e l'anno dopo esordisce una terza serie regolare edita per 13 numeri (Aquaman vol. 3) scritta da Shaun McLaughlin che propone invece un'immagine più tragica dell'eroe: suo figlio muore, sua moglie lo abbandona e il suo fratellastro è il suo più temibile nemico. Dal 1994 al 2001 viene edita una quarta serie regolare di 75 numeri (Aquaman vol. 4), scritta da Peter David, Erik Larsen e Dan Jurgens, seguita da una quinta (Aquaman vol. 5) dal 2002. Una sesta serie omonima esordì nel 2003 e venne edita fino al 2006 quando la testata venne modificata in Aquaman: Sword of Atlantis, la quale proseguì la numerazione venendo pubblicata fino al dicembre 2007 quando chiuse col n. 57.
All'interno del rilancio editoriale del 2011 denominato The New 52, al personaggio venne dedicata una settima serie omonima pubblicata da ottobre 2011 a luglio 2016. L'obiettivo era di creare un nuovo universo dove le avventure dei vari personaggi sarebbero state raccontate in 52 nuove serie mensili che ripartono dal n. 1 e legate da una rinnovata e azzerata continuity interna. Dopo il successo iniziale del progetto, le vendite delle nuove serie entrarono in crisi che si accentuò verso la fine del 2015; si decise allora un nuovo rilancio che andò sotto il nome di Rinascita (Rebirth) e il nuovo universo di personaggi che si venne a creare venne indicato come DC Universe Rebirth e costituisce il rilancio dell'universo supereroistico dell'editore dopo la chiusura delle serie nate con il reboot The New 52; in seguito al crossover Flashpoint si era azzerata la continuity precedente e tutte le serie ripartirono da capo e si decide di riprendere in gran parte la continuity anteriore al 2011 e di ripristinare il background narrativo. All'interno di questo rilancio editoriale nel 2016 al personaggio viene dedicata una ottava serie omonima esordita ad agosto 2016.

## Poteri e abilità
Il personaggio è in grado di sopravvivere sott'acqua e sulla terraferma, anche se deve avere un frequente contatto con l'acqua per non disidratarsi indebolendosi fino a morire. Può nuotare molto velocemente, forte quasi come Superman e può sfruttare la sua forza per scagliare particelle d’acqua con la stessa energia di un proiettile; possiede inoltre una pelle estremamente resistente, in grado di resistere alla pressione oceanica e a ogni arma; può sollevare più di cento tonnellate in acqua mentre fuori dall'acqua la sua forza scende a 85 tonnellate; è immune ai fulmini e alle scosse elettriche. Può comunicare telepaticamente con tutte le creature degli abissi per chiedere loro aiuto. Ha un tridente indistruttibile che solo i membri della famiglia reale sono in grado di usare, micidiale arma da combattimento e con esso è in grado di generare tempeste, mulinelli e fulmini. Tale tridente si è rivelato in alcune occasioni in grado di ferire anche Superman.
La mano magica gli conferiva i seguenti poteri: disidratare fino alla morte gli avversari; modellare la mano in un'arma; sparare getti d'acqua; guarigione; creare portali in dimensione mistica; comunicare con la Dama del lago; annullare la magia; ma in seguito alla sua resurrezione in La notte più profonda ha perduto la mano riacquistando il suo arto naturale. Grazie comunque all'influsso rimasto nell'anello ha acquisito il potere di rianimare le creature marine morte.
Aquaman è anche molto abile nel combattimento corpo a corpo ed è un esperto di diverse armi bianche.
Arthur Joseph ha gli stessi poteri del suo predecessore seppur in forma un po' ridotta e non ha la stessa dimestichezza con i poteri telepatici. Inoltre, a causa della sua mutazione, non può stare a lungo fuori dall'acqua. Aquaman inoltre può comandare la forza dell'acqua.

## Versioni alternative
- Nel crossover Marvel contro DC, Aquaman affronta in duello il suo corrispettivo marvelliano, Namor il Sub-Mariner sconfiggendolo facilmente. A seguito di quell'incontro, i due vengono fusi nell'universo Amalgam in AquaMariner, personaggio che assume le caratteristiche di entrambi. Successivamente Aquaman affronterà Thor in un duello senza esclusioni di colpi ottenendo un pareggio.
- In Vendicatori/JLA Aquaman è uno dei personaggi principali della storia.

## Altri media

### Cinema

#### DC Extended Universe

Aquaman interpretato da Jason Momoa nell'omonimo film del 2018

Nel media franchise del DC Extended Universe (DCEU) Aquaman è interpretato da Jason Momoa. In questa versione è di etnia polinesiana, in contrasto con la rappresentazione tradizionale del personaggio come uomo bianco dai capelli biondi. Ha capelli lunghi e scuri, una folta barba e numerosi tatuaggi. Il personaggio ha debuttato sul grande schermo come cameo in Batman v Superman: Dawn of Justice (2016). Momoa ha poi ripreso il ruolo in Justice League (2017) e come cameo in The Flash (2023) e nel finale della prima stagione di Peacemaker (2022), ed è stato protagonista dei film Aquaman (2018) e Aquaman e il regno perduto (2023).

#### Animazione
- Aquaman compare nel film d'animazione crossover Scooby-Doo! e Batman - Il caso irrisolto (2018).
- Compare anche in versione minifigure LEGO nei film d'animazione del franchise di The LEGO Movie: The LEGO Movie (2014), LEGO Batman - Il film (2017) e The LEGO Movie 2 - Una nuova avventura (2019) con il suo modello classico, e nell'ultimo appare anche una seconda versione con il modello del DC Extended Universe (DCEU), questa versione è doppiata da Jason Momoa, interprete del personaggio nel DCEU.
- Appare anche nell'adattamento cinematografico della serie Teen Titans Go!, Teen Titans Go! - Il film (2017).

### Televisione

#### Serie televisive animate
- I Superamici (1973);
- Superman (1996);
- Batman of the Future (1999);
- Justice League (2001);
- Justice League Unlimited (2004);
- Batman: The Brave and the Bold (2008);
- Young Justice (2010);
- Teen Titans Go! (2013);
- Harley Quinn (2019).

#### Serie televisive
- Smallville (2001): un giovane Arthur Curry, interpretato da Alan Ritchson, appare per la prima volta nell'episodio Aqua della quinta stagione; nell'episodio La Lega della Giustizia della stagione successiva, entra a far parte della Justice League con il nome in codice di Aquaman, mentre in Odissea aiuta Black Canary e Freccia Verde a ritrovare un disperso Clark Kent; fa un'altra apparizione nel nono episodio della decima stagione, dove assieme alla moglie Mera tenta di distruggere alcuni impianti creati dall'esercito, come ribellione alla vigilante registration law.
- Inoltre, venne realizzato un episodio pilota per una possibile serie televisiva, intitolata Aquaman, sulle avventure dell'eroe, spin-off di Smallville, ma questa fu bocciata dai produttori del network; a interpretare il giovane Arthur Curry in questo episodio è Justin Hartley.
- Jason Momoa riprende il ruolo di Aquaman in cameo nella prima serie televisiva del DC Extended Universe Peacemaker (2022) dove viene preso in giro da Peacemaker / Christopher Smith e dal suo collega Flash / Barry Allen sul fatto che consumi rapporti sessuali con dei pesci.

### Videogiochi
Personaggio giocabile nei seguenti:
- Justice League Heroes (2006)
- LEGO Batman 2: DC Super Heroes (2012)
- Injustice: Gods Among Us (2013)
- LEGO Batman 3: Gotham e oltre (2014)
- LEGO Dimensions (2015)
- Injustice 2 (2017)
- Fortnite (2017)
- LEGO DC Super-Villains (2018)
- The LEGO Movie 2 Videogame (2019)
- MultiVersus (2024)

### Altro
- Inoltre una parodia di Aquaman è presente nel cartone animato SpongeBob SquarePants, li nominato Waterman (Mermaidman nella versione originale, doppiato da Ernest Borgnine), supereroe in pensione che trascorre la vecchiaia a Bikini Bottom in compagnia del fidato assistente Supervista (Barnacle Boy, Tim Conway).
- È stato più volte protagonista delle clip umoristiche della serie I Griffin ed è uno dei supereroi più presi in giro dai protagonisti di The Big Bang Theory.